# Ligne A du métro de Prague
Pour les articles homonymes, voir Ligne A.

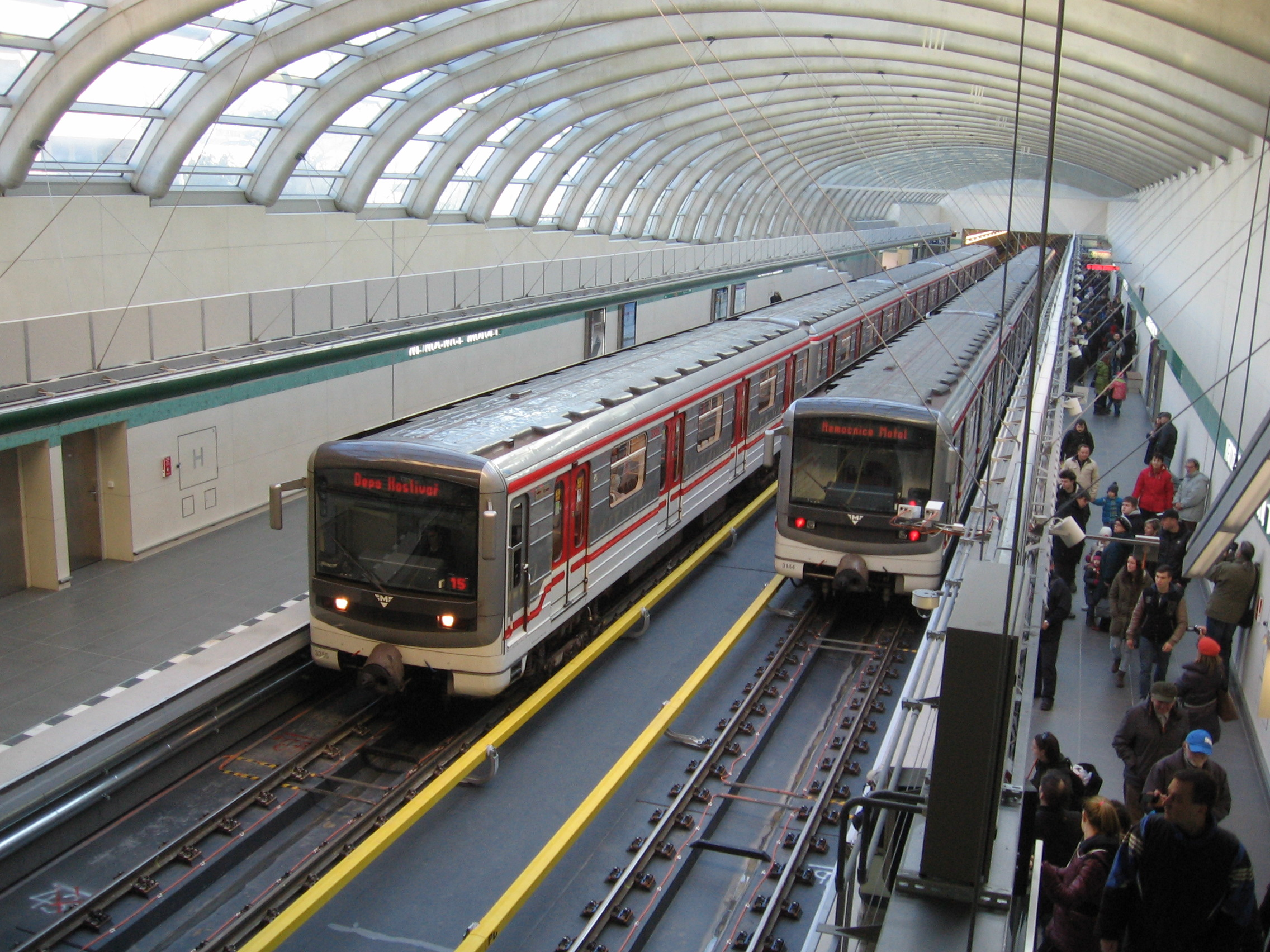
Station Nemocnice Motol

La ligne A du métro de Prague relie les stations Nemocnice Motol et Depo Hostivař. Chronologiquement, il s'agit de la seconde ligne du réseau à avoir vu le jour, en 1978. La ligne A est actuellement longue de 17 kilomètres et compte 17 stations. Une extension de la ligne est planifiée vers l'aéroport de Prague d'ici 2021.

## Histoire

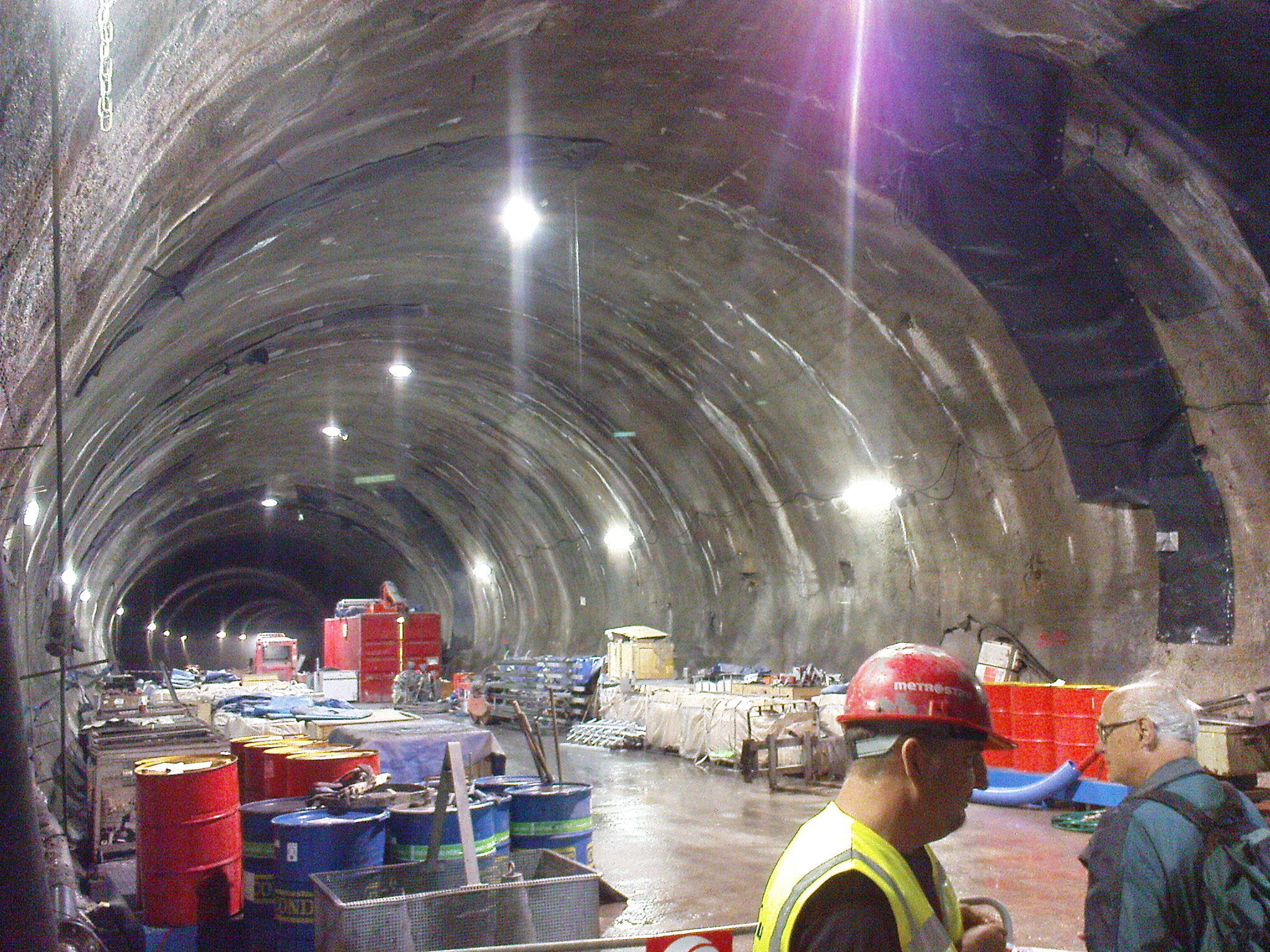
Tunnel entre les stations Petřiny et Nemocnice Motol: 2 stations en construction en 2011

La construction du premier tronçon débuta en 1973, et relia les stations Dejvická et Náměstí Míru. Par la suite, l'extension de la ligne se poursuivit en cinq phases, dont la dernière qui débuta en 2010 et s'acheva en 2015 pour un coût de 18,7 millions CKZ.
| Tronçon                          | Date d'ouverture | Longueur | Stations |
| -------------------------------- | ---------------- | -------- | -------- |
| Dejvická - Náměstí Míru          | 12 août 1978     | 4,7 km   | 7        |
| Náměstí Míru - Želivského        | 19 décembre 1980 | 2,7 km   | 3        |
| Želivského - Strašnická          | 11 novembre 1987 | 1,2 km   | 1        |
| Strašnická - Skalka              | 4 novembre 1990  | 1,3 km   | 1        |
| Skalka - Depo Hostivař           | 26 mai 2006      | 1,0 km   | 1        |
| Dejvická - Nemocnice Motol       | 6 avril 2015     | 6,1 km   | 4        |
| Nemocnice Motol - Letiště Ruzyně | horizon 2021?    | 7 km     | 5        |

## Tracé et stations

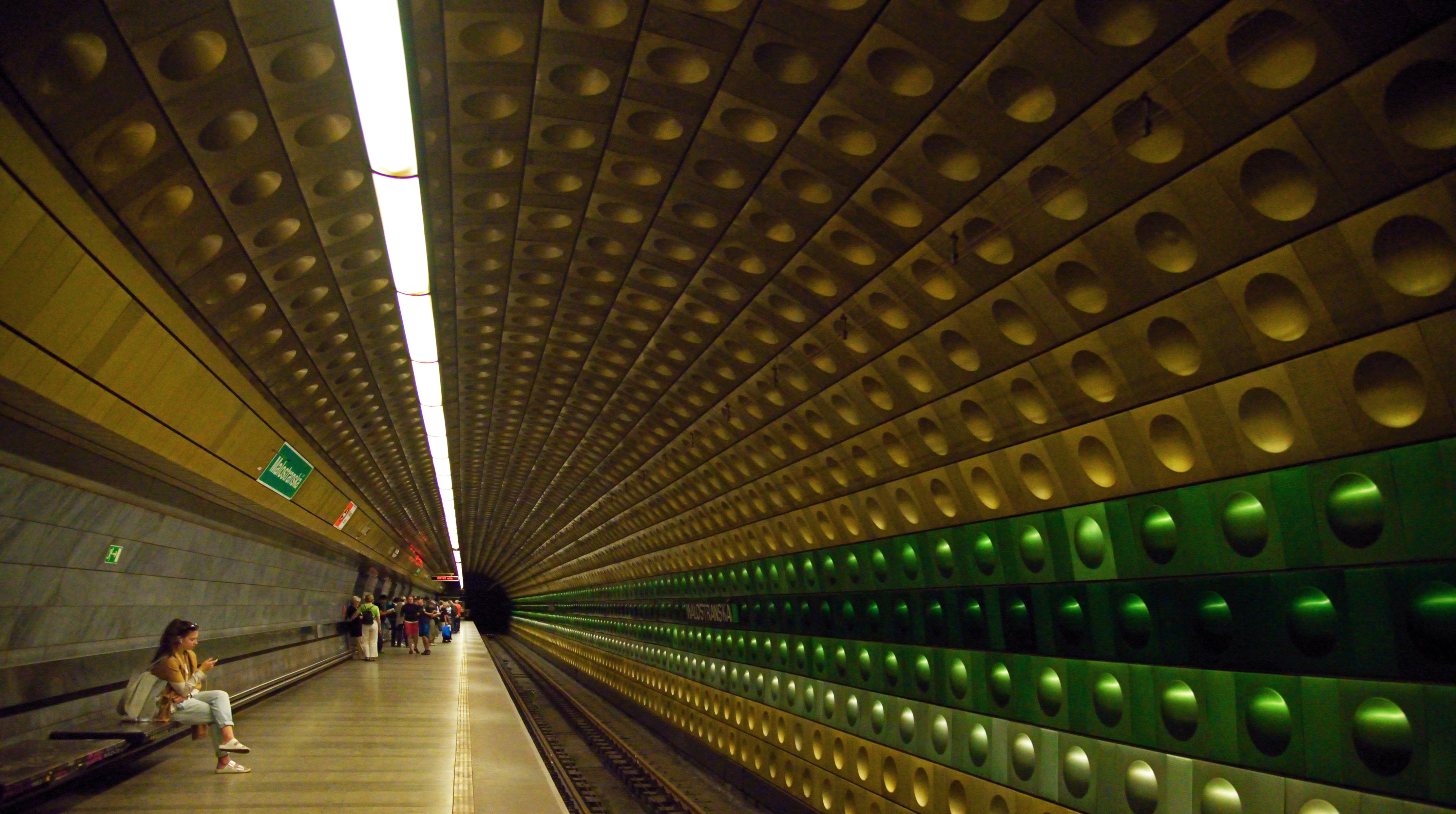
La station Malostranská. Septembre 2015.

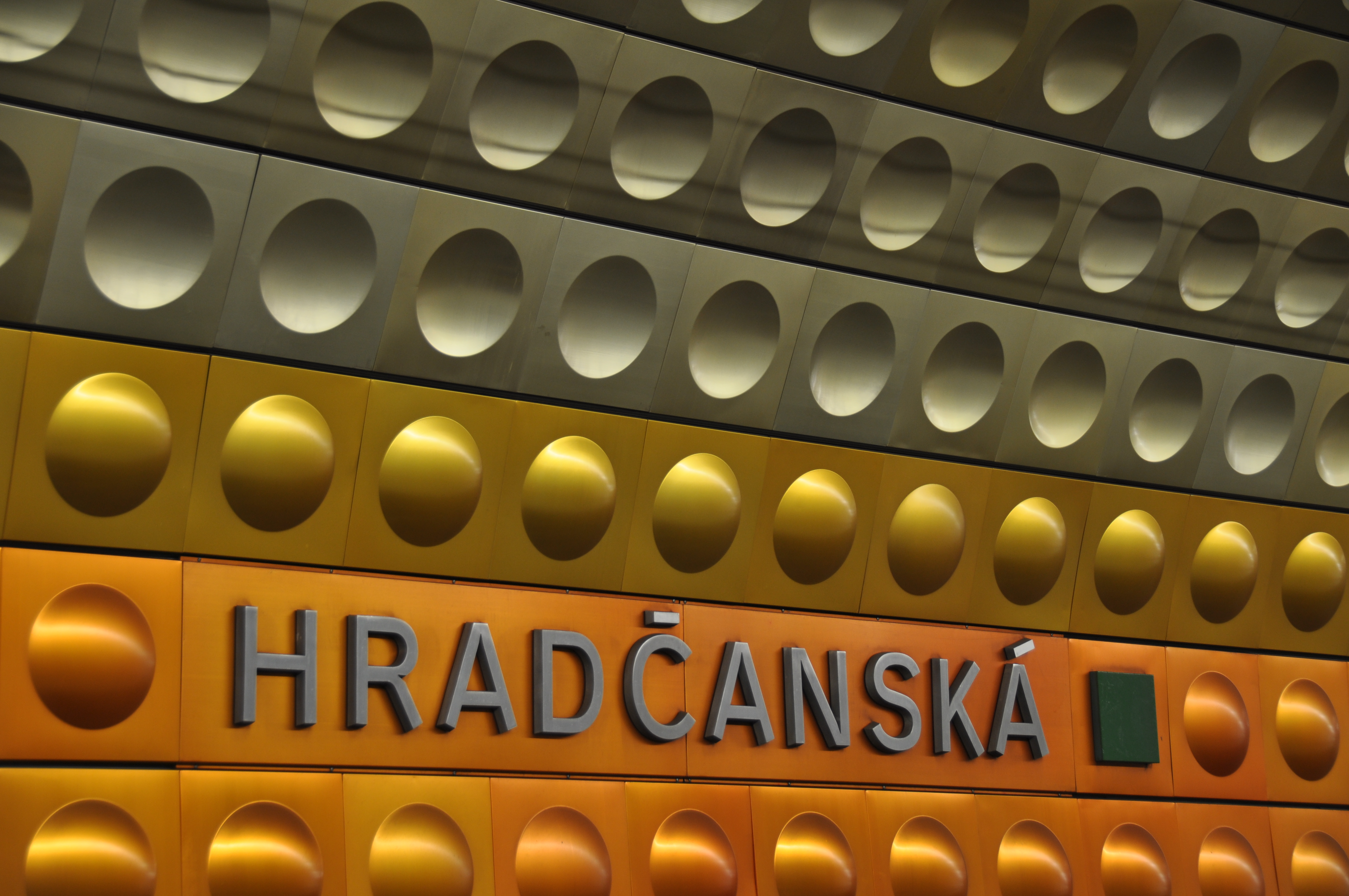
L'annonce de la station Hradčanská, et les panneaux aluminium sur la ligne A du métro de Prague. Mai 2011.

### Stations

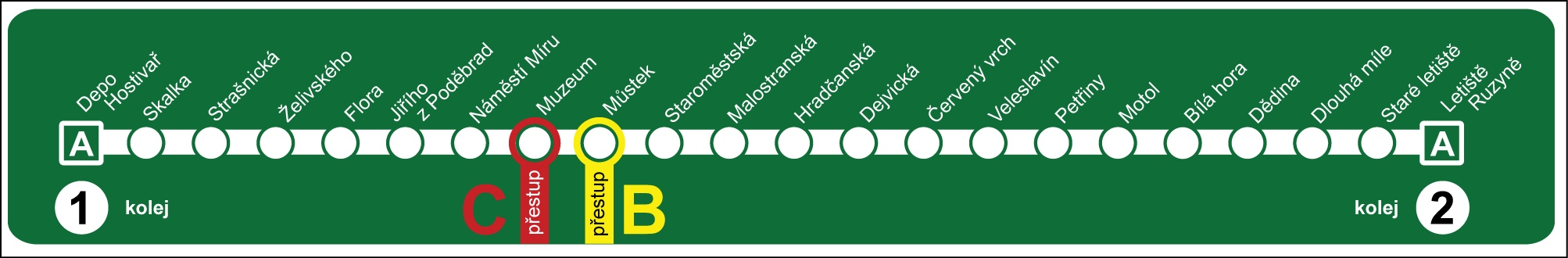
Schéma de la ligne A, comprenant les quatre stations en construction et les cinq autres stations en projet.

|  |   |  | Station            | District municipal | Correspondance(s) |
|  | - |  | ------------------ | ------------------ | ----------------- |
|  | o |  | Nemocnice Motol    | Prague 5           |                   |
|  | o |  | Petřiny            | Prague 6           |                   |
|  | o |  | Nádraží Veleslavín | Prague 6           |                   |
|  | o |  | Bořislavka         | Prague 6           |                   |
|  | o |  | Dejvická           | Prague 6           |                   |
|  | o |  | Hradčanská         | Prague 6           | 1 5 8 12 20 24    |
|  | o |  | Malostranská       | Prague 1           | 5 8 12 18 20 22   |
|  | o |  | Staroměstská       | Prague 1           | 12 17 18          |
|  | o |  | Můstek             | Prague 1           | 3 9 14 24         |
|  | o |  | Muzeum             | Prague 1           | 11 13             |
|  | o |  | Náměstí Míru       | Prague 2           | 10 16             |
|  | o |  | Jiřího z Poděbrad  | Prague 3           | 11 13             |
|  | o |  | Flora              | Prague 3           | 5 10 11 13 16     |
|  | o |  | Želivského         | Prague 3           | 5 10 11 13 16 26  |
|  | o |  | Strašnická         | Prague 10          | 7 26              |
|  | o |  | Skalka             | Prague 10          |                   |
|  | o |  | Depo Hostivař      | Prague 10          | 5                 |

## Développements futurs
La prochaine phase du plan d'extension prévoit une extension de la ligne jusqu'à l'aéroport de Prague-Václav-Havel et devrait ouvrir en 2021. 5 nouvelles stations devraient ouvrir: Bílá Hora, Dědina, Dlouhá Míle, Staré letiště et Letiště Ruzyně.